# Dorceau
Ne doit pas être confondu avec Doreau.
Dorceau est une ancienne commune française, située dans le département de l'Orne en région Normandie. Le 1er janvier 2016, elle a fusionné avec les communes voisines de Bellou-sur-Huisne et Rémalard pour former Rémalard en Perche.

## Toponymie
Dorceau repose sans doute, sur le gaulois duron (« forteresse »).

## Histoire
Le 1er janvier 2016, Dorceau intègre avec deux autres communes la commune de Rémalard en Perche créée sous le régime juridique des communes nouvelles instauré par la loi no 2010-1563 du 16 décembre 2010 de réforme des collectivités territoriales. Les communes de Bellou-sur-Huisne, Dorceau et Rémalard fusionnent sans création de communes déléguées et  le bourg de Rémalard est le chef-lieu de la commune nouvelle. La totalité des actes administratifs et le patrimoine sont dorénavant gérés par la commune nouvelle.

## Politique et administration
| Période                                  | Période       | Identité          | Étiquette | Qualité                |
| ---------------------------------------- | ------------- | ----------------- | --------- | ---------------------- |
| 1908                                     | 1958          | Joseph Aveline    | Rad. ind. | Député (1936-1942)     |
|                                          |               |                   |           |                        |
| avant 1981                               | 1995          | Madeleine Aveline | DVD       |                        |
| juin 1995                                | mars 2014     | Jacques Lécuyer   | SE        | Technicien territorial |
| mars 2014                                | décembre 2015 | Sébastien Garnier | SE        | Architecte             |
| Les données manquantes sont à compléter. |               |                   |           |                        |

Le conseil municipal était composé de onze membres dont le maire et deux adjoints. Ces conseillers intègrent au complet le conseil municipal de Rémalard-en-Perche le 1er janvier 2016 jusqu'en 2020.

## Démographie
| 1793 | 1800 | 1806 | 1821 | 1836 | 1841 | 1846 | 1851 | 1856 |
| ---- | ---- | ---- | ---- | ---- | ---- | ---- | ---- | ---- |
| 855  | 966  | 910  | 844  | 891  | 913  | 867  | 887  | 911  |

| 1861 | 1866 | 1872 | 1876 | 1881 | 1886 | 1891 | 1896 | 1901 |
| ---- | ---- | ---- | ---- | ---- | ---- | ---- | ---- | ---- |
| 882  | 847  | 836  | 803  | 745  | 747  | 738  | 691  | 646  |

| 1906 | 1911 | 1921 | 1926 | 1931 | 1936 | 1946 | 1954 | 1962 |
| ---- | ---- | ---- | ---- | ---- | ---- | ---- | ---- | ---- |
| 583  | 531  | 553  | 531  | 506  | 444  | 401  | 405  | 362  |

| 1968 | 1975 | 1982 | 1990 | 1999 | 2008 | 2013 | - | - |
| ---- | ---- | ---- | ---- | ---- | ---- | ---- | - | - |
| 336  | 321  | 313  | 345  | 383  | 413  | 386  | - | - |

## Culture locale et patrimoine

### Lieux et monuments
- L'église Saint-Étienne, des XIIe, XVe et XVIe siècles, inscrite au titre des monuments historiques par arrêté du 29 novembre 1948[8].
- Manoir de Beauregard ou de la Ganneterie, avec un donjon circulaire bâti dans la seconde moitié du XIVe ou au début du XVe siècle couronné de mâchicoulis[9] et percé de fenêtres à la Renaissance[10].

### Personnalités liées à la commune
- Joseph Aveline (1881 - Dorceau, 1958), éleveur, député et conseiller général sous la Troisième République.